# Brownstown (Washington)
Brownstown es un área no incorporada ubicada en el condado de Yakima en el estado estadounidense de Washington.

## Geografía
Brownstown se encuentra ubicado en las coordenadas 46°24′15″N 120°36′25″O / 46.40417, -120.60694.